# Związki alifatyczne
Związki alifatyczne – wszystkie niearomatyczne związki organiczne, zarówno o łańcuchach otwartych (związki acykliczne), jak i zamkniętych (związki cykliczne); zarówno nasycone, jak i nienasycone.
W tradycyjnej polskiej nomenklaturze chemicznej związki alifatyczne definiuje się jako związki łańcuchowe, tj. związki organiczne, w których atomy węgla tworzą łańcuchy proste lub rozgałęzione, lecz nie tworzą struktur zamkniętych (cyklicznych). Należą do nich węglowodory nasycone (jak alkany) lub nie (jak alkeny i alkiny) i ich pochodne. W tym znaczeniu przeciwstawia się je wszystkim organicznym związkom cyklicznym, zarówno aromatycznym, jak i niearomatycznym (te ostatnie nazywane są cykloalifatycznymi lub alicyklicznymi).